# Cmentarz żydowski w Malborku
Cmentarz żydowski w Malborku – został założony w 1819 roku i był sukcesywnie powiększany w 1871, 1883, 1889 i 1927 roku. Został zdewastowany w okresie III Rzeszy, a w okresie PRL na jego części zorganizowano cmentarz żołnierzy radzieckich. Nie zachowały się żadne nagrobki.